# بوکولیا
بوکولیا (به صربی: Bukulja) یک کوه در صربستان است که در مرکز این کشور واقع شده‌است. بوکولیا ۶۹۶ متر بالاتر از سطح دریا واقع شده‌است.